# Grammostola pulchra
Grammostola pulchra là một loài nhện phân bố ở Chile, Brasil, Uruguay, Paraguay, Bolivia và Argentina. Loài này có kích thước khoảng 5 cm.